# オン・ザ・ロード (1982年の映画)
『オン・ザ・ロード』（On The Road）は、1982年の日本映画。ジョイパックフィルム、ムービー・ブラザーズによる製作、配給は松竹。公開時の併映は『転校生』。

## 概要
東京から鹿児島まで白バイと赤いスポーツカーが駆け抜ける様を描いたロードムービー。監督の和泉聖治は、1972年に成人映画『情事の報酬』でデビューし、本作までに49本のピンク映画を監督、この作品で一般映画にデビューした。当時で36歳。渡辺裕之、藤島くみも本作で映画デビューしたほか、鈴木秀明（全日本モトクロスチャンピオン）や荘利光（ロードレース国際Ａ級選手）も出演している。

## あらすじ
白バイ警官の富島哲朗は、飲酒運転の取り締まり中にスクーターをひっかける事故を起こしてしまう。富島はスクーターに乗っていたファッションモデルの比嘉礼子に謝罪に行きたいと上司に申し出るが、上司の高森は「軽傷だし、謝罪に行かれると警察の責任を認めたことになる」としてそれを押しとどめる。数ヵ月後、富島は、比嘉礼子が大怪我であり歩行障害が残ったためファッションモデルを断念せざるを得なくなっていたことを知る。比嘉礼子は、富島を激しくなじった。
改めて富島が比嘉礼子のアパートに謝罪に訪れると、比嘉礼子は東京から故郷の沖縄に戻ることを決め、姉・比嘉さち子が運転する赤いスポーツカーで陸路鹿児島まで向かう旅に出た直後だった。富島は、白バイに乗ったまま、謝罪のためにその赤いスポーツカーを追跡する。
勤務を離脱した白バイがあることが問題となり、各地で警察をあげての大追跡劇がはじまる。

## キャスト
- 富島哲朗：渡辺裕之（白バイ警官）
- 比嘉礼子：藤島くみ（ファッションモデル）
- 比嘉さち子：秋川リサ（比嘉礼子の姉・赤いスポーツカーの女）
- 高森：室田日出男（富島哲郎の上司）
- 江上：山田辰夫（富島哲朗にシンパシーを抱くバイク少年）
- アパートの管理人：殿山泰司
- 竹成：うえだ峻
- 岡田真澄、竹田かほり、絵沢萌子、江藤潤、山西道広、平泉征、唐沢民賢、坂田祥一朗、青空球児・好児、千うらら、野上正義、武知杜代子　ほか

## スタッフ
- 監督：和泉聖治
- 企画：石橋晋也、渡辺稔、吉田格
- プロデューサー：中川好久（ニュー・センチュリー・プロデューサーズ）
- 脚本：那須真知子、和泉聖治、藤中秀紀
- 撮影：赤川修也
- 照明：加藤松作
- 録音：小野寺修
- 美術：徳田博
- 編集：鈴木晄
- 音楽監督：長戸大幸
- 助監督：中原俊弘
- 製作担当者：服部紹男
- 効果：小島良雄
- カーアクション：スリーチェイス
- 現像：東映化学
- 協力：にっかつ撮影所、にっかつスタジオセンター
- 製作協力：デイリー・パイナップル・プロモーション
- 主題歌：イースト・ロード（EAST LORD）
  - OP「オン・ザ・ロード」（作詩：和泉聖治／作曲：中島正雄／編曲：入江純）
  - ED「愛のゲーム」（作詩：和泉聖治／作曲：中島正雄／編曲：入江純）

## 製作
ピンク映画出身の和泉聖治の一般映画進出は、当時の井筒和幸、高橋伴明、中村幻児らと同じ流れにあるものだが、日本映画界はさらなる混沌に陥るのではという見方もあった。洋ピン（洋画ピンク映画）配給会社として知られたジョイパックフィルムが邦画製作に乗り出した第1回作品であった。

### 企画
和泉聖治は「着想は『バニシング・ポイント』です」と述べている。

### 製作発表
1981年秋に林瑞峰ジョイパックフィルム社長が、新鋭の独立プロと提携して映画製作に乗り出すと発表。この時の発表では製作方式として、提携プロに対して製作費の半額（最高5000万円程度）を出資する、配給業務については配給経費は一切取らない、作品は自社の新宿座（定員450席）で最低4週間上映する、製作費宣伝経費をトップ・オフした利益は、50対50で対等配分するなどの説明があった。林社長は「映画界は非常に難しい状況にあり製作については迷ったが、映画作りに情熱を燃やす若い才能に門戸を開放し、低迷する映画界に新風を送り込めればと決起した。製作費の全額を出資しないのは、作る側にもリスクの半分を背負わせ、お互いに失敗したらペナルティを課すという厳しい状況の中で映画作りをするためです」などと述べた。同時に本作を第1回作品として製作し、内容やキャスティング等の発表もあったが、この時はグループ・サウンズのヒット曲を劇中に挿入すると述べていた。1981年10月6日から新宿から鹿児島に向けて約1カ月のキャラバンロケを行い、既に初号は完成しており、新宿座で1982年2月からロードショー公開すると発表された。この時は併映作の発表はなかった。また本作に続く第2回作品として水上洋子原作、小林竜二脚本で『素敵な朝帰り』を内定していると発表があった。

### 配給経緯
和泉監督は『プレイガイドジャーナル』1982年4月号のインタビューで「僕は全部自分でホンを書くんですけど、夜中にシコシコシナリオを書いていると、だんだん話が膨らんで来るんですよ。でもピンク映画の300万円の予算じゃとても撮れないから削らざるをえない（中略）その膨らんだ一本が『オン・ザ・ロード』だったわけです。それで応援してくれる仲間たちとあちこち駆けずり回ったんだけど、金はともかく第一に配給先が決まんない。90％が路上の話だし、そうすると警察とか事故とか色んなトラブルが起きるんじゃないかと、みんなブルッたらしいんですよ。それに僕がピンクの監督だということもあったようです。しばらく見送りになってたんだけど、ジョイパックの社長が話を聞きつけて『どこも断るならウチでやろうか』と言ってくれたわけです。僕もジョイパックでピンクを何10本も撮っていますし、社長もまだ40歳ぐらいの若い人でいつかは一般映画も製作したいと考えていたらしくタイミングが良かったですね（中略）ジョイパックでは完成してから、自分の館（映画館）以外にも広げていこうとジョイパックがセールスして歩いたら、松竹が配給してくれることになったんです。お蔭で借金も全部返せました（笑）」などと述べている。
ムービー・ブラザーズは和泉を代表とする独立プロダクションで、製作費7000万円を半分ずつジョイパックと負担した。

### キャスティング
娼婦・比嘉さち子を演じる秋川リサは、15歳からトップモデルで映画は初出演。東映版『青春の門』など大作からもオファーがあったがずっと断っていたという。元々、映画が大好きで製作費を自身で半分出した和泉監督の男気に惚れ出演、本作でヌードも披露する。「裸のシーンは、あくまで映画の一部分でね。映画は青春ラブストーリーだから、アクションもあるし、濡れ場もあるのは当たり前でしょ」などと、あっけらかんと話した。

### 撮影
撮影の赤川修也は和泉の大学時代の友人。大学卒業後に1年間、和泉とピンク映画の仕事をやったが、その後は疎遠になっていた。当時CMのカメラマンとして有名になっていて和泉が撮影を頼んだ。ところがハードなアクションが予想されたことからジョイパックフィルム側から「CMのカメラマンに撮れるのか」と反対されたが、和泉が押し切った。
40数人のスタッフと10数台の車両を引き連れてのオールロケで、東名高速での撮影は、走行シーンが撮れる位置に撮影班がスタンバイして無線で役者にスタートの連絡を入れるが、10分15分間隔でパトカーが走って来るため、失敗すると次のインターチェンジで役者を降ろして引き返し、また撮り直ししなければならない。これらの撮影には和泉監督がピンク映画で鍛えた早撮りの経験が活きた。
ガソリンスタンドの少年が、囮になって爆走するシーンは、国祭A級ロードレーサーの荘利光が演じている。また富島とやりあう地元白バイ警官は、全日本モトクロスチャンピオンの鈴木秀明が演じる。

## 作品の評価
ピーター・フォンダが激賞したとされる。

## ソフト化状況
35ミリフィルムはジャンクされたとされ、DVD化されておらず、中古ビデオ（VHSのみ）でしか入手できない。

## リバイバル上映
お蔵出し映画祭2011の特別上映作品としてシネマ尾道にて上映された。
2015年6月4日より12月31日まで、横浜シネマノヴェチェントにて35ミリフィルムニュープリントによるリバイバル上映がされている。
2022年8月13日より渡辺裕之追悼特集でシネマノヴェチェントにて35ミリ上映を行っている。